# Natércia Barreto
Natércia Barreto, conhecida também como Techa, é uma cantora portuguesa, nascida em Moçambique, e com carreira musical nas décadas de 1960 a 1980.

## Percurso
Começou a cantar ainda muito nova apresentando-se em programas de rádio como "Os Sobrinhos da Tia Zita" e "Gente Nova ao Microfone", ambos de Maria Adalgisa e António Fonseca. Em 1963 fez parte do Conjunto Feminino e em 1964 passou para os quadros do Rádio Clube de Moçambique onde cantou com a Orquestra de Variedades dirigida por Artur Fonseca e a Orquestra Típica dirigida por António Gavino.
Em 1965 foi a vencedora do "Óscar Revelação" e foi também "Rainha da Rádio" de Moçambique.
O seu primeiro EP , "Natércia Barreto Canta Para Si!”, foi editado em 1968. O disco incluía versões de "San Francisco" e "A Tua Canção" ("Eternally" de Charles Chaplin) e ainda os originais "Deixem-me Ser Teenager" (da autoria de Guilherme de Melo e Artur Fonseca) e "Gigi" de Guilherme de Melo e António Gavino.
No mesmo ano lançou o seu segundo disco, o  EP "Encore!", composto integralmente por versões, com os temas "Vem Meu Amor" (Delilah), "Felicidades" (Congratulations), "Triste E Só" (Love Is Blue) e "La La La".
Ainda em 1968 lançou novo disco com "Primavera do Amor" (versão de "Those Were The Days") como tema principal. O tema em maior destaque acabou por ser "Óculos de Sol" que foi um grande sucesso no ano de 1969. Techa deslocou-se a Portugal e gravou nos estúdios da Valentim de Carvalho um EP que dois dos temas eram originais de Luís Miguel de Oliveira que lhe foram oferecidos por João Maria Tudella.
Em 1970 é novamente Rainha da Rádio tendo em masculinos sido vencedor o cantor Carlos Guilherme. Casou-se em Setembro desse ano e foi viver para a África do Sul. Em finais de 1970, a editora Parlaphone lançou um LP com os temas dos três primeiros Ep`s.
Grava um disco com temas como "O Banco, A Árvore E A Rua" e "Chitato". Lança outro EP com os temas "O Caminho do Pai", "Preciso de Olhar As estrelas", "Tudo Acontece Por Ti" e "Champs Elisées".
No ano de 1975 vence, juntamente com Zito, o concurso "Reis da Canção", organizado pela companhia sul-africana Russel's.
Em 1976 grava as canções "E Em Vez De Dedos Trazermos Setas" (Augen Wie Feuer) e "Adeus, Amor, Adeus" (Goodbye, My Love, Goodbye), "Fernando" e "Menino do Calção Branco" para as compilações "Festa1" e "Festa 2". No ano seguinte grava mais três canções para o disco "Festa 3".
Em 1981 grava o seu último single, que contou com a colaboração de Al Rodrigo, "Fantasia" e "Amanhã, Amanhã". A partir de 1995 começa a cantar fado juntamente com Zito e outros artistas da comunidade.
"Óculos de Sol" aparece em várias compilações.
Em 2008 foi convidada do programa "A Minha Geração" da RTP.

## Discografia
- Canta Para Si! (Ep, Parlaphone, 1968) São Francisco / Deixem-me Ser Teenager / A Tua Canção / Gigi - JGEP 12010
- Encore! (EP, Parlaphone, 1968) Vem Meu Amor / Felicidades / Triste E Só / La La La - JGEP 12011
- Vem Meu Amor (EP, Parlaphone, 1968) Vem Meu Amor / Felicidades / Triste E Só / La La La - LGEP 4039
- De Novo Com Techa ‎(EP, Parlophone, 1968) JGEP 12014
- Primavera do Amor / Naquela Manhã D'Oiro / Óculos de Sol / Canção Para Uma Noite (EP, Parlaphone, 1968) - LGEP 4040
- Encore! (EP, Parlaphone, 1968) Goodbye / May I Tell You / Monsieur Mon Gars / Boom Bang-A-Bang [T] - JGEP 12017
- Goodbye / May I Tell You / Monsieur Mon Gars / Boom Bang-A-Bang (EP, Parlophone, 1969) E 016 40 017

- Zum, Zum, Zum / Sem Ti Tão Só / O Comboio do Amor / Benvindo O Sol  (EP, Parlophone, 1970) [T] JGEP 12018
- Natércia Barreto Na América (Lp, Parlaphone) E 062-40041

- Caminha ao Sol Amigo / Traz Nas Mãos um Bragado de Flores / Cada Vento / Homens do Mar (Ep, Parlophone, 1970)- JGEP 12019
- O Banco, A Árvore E A Rua / O Nosso Amor E Uma Flor / Tudo Acontece Por Ti / Chitato (Bayfly, 1971_mz) [T]
- O Banco, A Árvore E A Rua / O Nosso Amor É Uma Flor / Tudo Acontece Por Ti / Chitato (Ep, Parlophone, 1971) 8E 016 81089 M
- O Caminho do Pai / Preciso de Olhar As estrelas / Tudo Acontece Por Ti / Champs Elisées (EP, Parlophone, 1971) 8E 016 40195 M

- Fantasia / Amanhã, Amanhã ‎(Single, Interpack, 1980) ARP 1002
- Fantasia / Amanhã, Amanhã ‎(Single, Valentim de Carvalho, 1981) 1VCS 1002 H

## Compilações
- Come Fly With ‎(EP, Parlophone, 1969) JGEP 12015 - Natércia Barreto e Al Rodrigo
- Festa 1 - E Em Vez De Dedos Trazermos Setas / Adeus, Amor, Adeus (1976)
- Festa 2 - Fernando / Menino do Calção Branco (1976)
- Festa 3 - Cantador / Nunca Te esquecerei / Luas Brincam Estrelas (1977)